# Бибиш (Мозель)
Биби́ш (фр. Bibiche) — коммуна во французском департаменте Мозель региона Лотарингия. Относится к кантону Бузонвиль.

## Географическое положение
Бибиш расположен в 32 км к северо-востоку от Меца. Соседние коммуны: Вальдвестроф на севере, Фильстроф на востоке, Шемри-ле-Дё и Манскирш на юго-западе, Сен-Франсуа-Лакруа на северо-западе.

## История
- Старое название деревни Bibers Heim («деревня бобров»).
- Коммуна бывшего герцогства Лотарингия сеньората Сьерк-ле-Бэн, принадлежал аббатствам Виллер-Беттнаш и Фрестроф.
- Коммуна была уничтожена во время Тридцатилетней войны 1618—1648 годов.

## Демография
По переписи 2008 года в коммуне проживало 430 человек.	

## Достопримечательности
- Црковь Сен-Лорен, 1767 года, хоры XVIII века.